# Loxioda inamoena
Loxioda inamoena là một loài bướm đêm trong họ Noctuidae.